# Xylotrechus rouyeri
Xylotrechus rouyeri là một loài bọ cánh cứng trong họ Cerambycidae.